# Ley de Comuna Autónoma
La Ley de Organización y Atribuciones de las Municipalidades, más conocida como «Ley de Comuna Autónoma», fue una norma legal chilena aprobada el 22 de diciembre de 1891, durante el gobierno del presidente Jorge Montt, y publicada en el Diario Oficial el 24 de diciembre del mismo año, que otorgaba considerables cuotas de autonomía a las municipalidades, entregándoles, además, el manejo de las elecciones políticas. También regulaba las funciones que debían desempeñar las nuevas municipalidades. 

## Características
Esta ley dividió al país en 297 comunas, las funciones de la comuna recaían sobre Asambleas Electorales quienes establecían impuestos, resolvían sobre las enajenaciones e inversiones en la comuna e incluso elegir a los municipales.
Esta ley permitía a los municipios una total independencia del poder ejecutivo, se le otorgaron facultades a los municipios mucho más amplias, incluidas las antiguas facultades que tenían los gobernadores de departamentos. Las facultades cubrían aspectos como el aseo y el ornato de las poblaciones, el fomento de la educación y de las industrias, la salubridad, la policía de seguridad, entre otras.
Esta norma establecía el número de municipales que se debían elegir en nueve, de los cuales tres eran alcaldes y el resto, regidores. Además, existían los regidores supernumerarios, que se elegían uno más por cada 10 000 habitantes cuando las poblaciones superaban las 20 000 personas. Para el caso de Santiago y Valparaíso, el Presidente debía dividir la población en diez y cinco circunscripciones, respectivamente. Cada circunscripción elegiría tres municipales y cada Municipalidad estaría compuesta por la totalidad de los municipales elegidos en cada circunscripción. Los tres municipales de cada circunscripción conformaban una junta local que realizaba las labores confiadas por la Municipalidad y presidía la asamblea de electores.
Lejos de garantizar elecciones libres y democráticas, la Ley de Comuna Autónoma traspasó la manipulación electoral desde el presidente de la República a los caudillos locales, lo cual hizo aumentar la corrupción y la práctica del cohecho.
Este modelo que funcionó muy bien en Europa no tuvo el mismo resultado en Chile, debido a la poca cultura política existente, la falta de fondos para hacer efectivo el rol de las Asambleas Electorales y principalmente, porque el modelo facilitaba a unos pocos 
caudillos terratenientes el nombrar los alcaldes y regidores, así como los cargos de otros empleados, concentrando así el poder local en verdaderos feudos locales. Esto obligaba a los contrincantes a utilizar métodos y prácticas irregulares como la compra de votos de los electores, de vocales de mesa e incluso a los mismos municipales.

## Antecedentes
Con el triunfo del bando «pelucón» (de ideología Conservadora) en la batalla de Lircay en el año 1830 durante la llamada  Guerra civil de 1829, se instauró en Chile un régimen marcadamente presidencialista que se plasmó con la Constitución Política de 1833. Entre otras facultades, el Poder Ejecutivo podía controlar a su arbitrio las elecciones presidenciales y parlamentarias, de forma indirecta, lo cual le permitía al presidente de la República colocar en el Congreso a personas de su confianza. Tal facultad fue duramente combatida por los opositores, estallando dos rebeliones (la primera en 1851 y la segunda en 1859). 
En el año 1891, los sectores políticos que se encontraban fuera del círculo del gobierno se sublevaron contra el presidente José Manuel Balmaceda en la denominada  Revolución de 1891 e instauraron en Chile un régimen de tipo parlamentarista.
Al año siguiente, las fuerzas triunfantes promulgaron la «Ley de Comuna Autónoma» que, además de otorgar considerables cuotas de autonomía a las municipalidades, entregaba a las municipalidades el manejo de las elecciones políticas.
El principal gestor de esa ley fue Manuel José Irarrázaval, idea que trajo de Europa. La discusión de esta ley comenzó en el año 1888, mientras era Senador por Maule, el proyecto se postergó por razones políticas y producto de la Revolución de 1891, posteriormente, fue rápidamente aprobada una vez que asume como presidente Jorge Montt quien era aliado político en esta etapa.

## Modificaciones
Entre 1914 y 1915 se generan modificaciones a las leyes electorales con la finalidad de poder remediar los inconvenientes que se desarrollaron mientras esta ley estuvo en plena vigencia, excluyendo a los municipios del mecanismo electoral y posteriormente el reemplazo de la Asamblea de Electores por una de Contribuyentes. En estas mismas modificaciones se elimina la facultad de los municipios de administrar los padrones electorales.
Algunas irregularidades generadas por esta ley siguieron presentándose hasta la década de 1930, así como el mecanismo de policías locales para realizar intervenciones electorales, entre otras.